# Gonzalo Sánchez Franco
Gonzalo Gabriel Sánchez Franco (Lima, Perú, 6 de mayo de 2000) es un futbolista peruano. Juega como delantero centro y su actual equipo es FK Babrungas Plungė de la I Lyga, segunda división de Lituania. Tiene 25 años.

## Trayectoria

### Alianza Lima
Sánchez inició y pasó por todas las divisiones menores del club Alianza Lima desde los 11 años de edad.  Para el año 2017 es ascendido al equipo de reserva e invitado a entrenar con el primer equipo a finales del mismo año firma su primer contrato como profesional hasta finales de 2020. Sin embargo, a pesar de formar parte del plantel campeón de 2017, su debut se dio oficialmente recién en la temporada 2018, sustituyendo a Janio Pósito en la derrota frente a UTC de Cajamarca por 1-0. Sánchez culmina su primera temporada como profesional sumando 239 minutos en 8 partidos. 
A finales del 2019 entreno en el Queen Park Rangers de Inglaterra.
Alternó entre la reserva y el primer equipo, ganándose un lugar a pulso tras su paso destacado en las reservas, que lo llevó a debutar incluso en la Copa Libertadores de América 2019 en el partido contra Internacional de Porto Alegre. Sin embargo, ese mismo año solo gozó de 5 oportunidades en el Torneo Apertura, porque en el Torneo Clausura y en los play-off no salió ni siquiera en lista. 
Para el año 2020 contó con mayores chances, debido a que el entrenador Mario Salas apostó por algunos canteranos estando él en este grupo. Sin embargo, a inicios del Torneo Clausura a fines de octubre sufrió una lesión de los ligamentos que lo llevó a perderse el resto de la temporada.
En 2021, aún seguía con dicha lesión pendiente, por lo que la institución blanquiazul lo apoyó en su recuperación manteniéndolo en el plantel, pero por obvias razones sin salir en lista. Culminado el Torneo Apertura y su contrato, estando el deportista ya totalmente recuperado, la escuadra íntima decidió no ampliar más su vínculo con él. Curiosamente, fue incluido como parte del equipo aliancista campeón de la temporada debido a que permaneció durante la mitad de la misma con ellos.

### Alianza Atlético
Para el Torneo Clausura 2021, firmó con el Alianza Atlético por una temporada. Durante su estancia en la escuadra de Sullana, fue usado más como extremo y su debut se produjo en la fecha 4 en la derrota 0-3 ante el Deportivo Binacional ingresando a los 79 minutos y solo disputó 3 encuentros en el campeonato. Para el Torneo Apertura 2022 solo jugó otros 3 partidos siendo en todos ellos una pieza de recambio. Tras el fin del primer torneo corto de dicha temporada, la institución piurana decidió no renovar su contrato.

### FC Emmen
El 5 de julio de 2022, fue anunciado en la página oficial del FC Emmen de la Eredivisie como su nuevo refuerzo por dos temporadas con opción a una tercera acorde a su rendimiento. Al ahora jugar en los Países Bajos, será su primera experiencia en Europa. Además, fue sencilla su incorporación al elenco neerlandés debido a que el futbolista cuenta también con el pasaporte italiano.

### Ayacucho FC
Hizo su debut contra el Deportivo Coopsol el 17 de abril de 2023 en la Liga 2, e hizo su primer gol con el equipo el 7 de mayo de 2023 contra Alianza Universidad.

### CD Los Chankas
Llegó al equipo en 2024 y debutó contra el Club Atlético Grau en la apertura de la Liga 1 el 15 de marzo de 2024.

### FK Babrungas Plungė
Hizo su debut en la segunda ronda de la Copa de Lituania contra el FK Sveikata Kybartai, e hizo un doblete en los Octavos de final contra el AFK Vilnius.

## Selección nacional

### Selección peruana sub-17
Ha sido internacional con la selección de fútbol sub-17 del Perú, con la cual disputó el Campeonato Sudamericano de Fútbol Sub-17 de 2017 realizado en Chile.

### Selección peruana sub-20
Fue convocado habitual de la selección sub-20, por lo que estuvo en la preselección de cara al Campeonato Sudamericano Sub-20 de 2019 realizado en Chile, aunque finalmente no viaja debido a que estuvo en Inglaterra, durante la convocatoria y viaje a Chile, pasando pruebas en el club Queens Park Rangers.

## Clubes
| Club                | País         | Año         | Liga     | Liga  | Copa Nacional | Copa Nacional | Copa Internacional | Copa Internacional | Total    | Total |
| Club                | País         | Año         | Partidos | Goles | Partidos      | Goles         | Partidos           | Goles              | Partidos | Goles |
| ------------------- | ------------ | ----------- | -------- | ----- | ------------- | ------------- | ------------------ | ------------------ | -------- | ----- |
| Alianza Lima        | Perú         | 2018        | 8        | 0     | -             | -             | -                  | -                  | 8        | 0     |
| Alianza Lima        | Perú         | 2019        | 5        | 0     | -             | -             | 1                  | 0                  | 6        | 0     |
| Alianza Lima        | Perú         | 2020        | 11       | 0     | -             | -             | 4                  | 0                  | 15       | 0     |
| Alianza Lima        | Perú         | Total       | 24       | 0     | -             | -             | 5                  | 0                  | 29       | 0     |
| Alianza Atlético    | Perú         | 2021        | 3        | 0     | -             | -             | -                  | -                  | 3        | 0     |
| Alianza Atlético    | Perú         | 2022        | 3        | 0     | -             | -             | -                  | -                  | 3        | 0     |
| Alianza Atlético    | Perú         | Total       | 6        | 0     | -             | -             | -                  | -                  | 6        | 0     |
| FC Emmen            | Países Bajos | 2022 - 2023 | -        | -     | -             | -             | -                  | -                  | -        | -     |
| FC Emmen            | Países Bajos | Total       | -        | -     | -             | -             | -                  | -                  | -        | -     |
| Ayacucho FC         | Perú         | 2023        | 22       | 6     | -             | -             | -                  | -                  | 22       | 6     |
| Ayacucho FC         | Perú         | Total       | 22       | 6     | -             | -             | -                  | -                  | 22       | 6     |
| CD Los Chankas      | Perú         | 2024        | 21       | 0     | -             | -             | -                  | -                  | 21       | 0     |
| CD Los Chankas      | Perú         | Total       | 21       | 0     | -             | -             | -                  | -                  | 21       | 0     |
| FK Babrungas Plungė | Lituania     | 2025        | -        | -     | 2             | 2             | -                  | -                  | 2        | 2     |
| FK Babrungas Plungė | Lituania     | Total       | -        | -     | 2             | 2             | -                  | -                  | 2        | 2     |

## Palmarés

### Campeonatos nacionales
| Título | Club         | País | Año  |
| ------ | ------------ | ---- | ---- |
| Liga 1 | Alianza Lima | Perú | 2021 |

### Títulos cortos
| Título          | Club         | País | Año  |
| --------------- | ------------ | ---- | ---- |
| Torneo Clausura | Alianza Lima | Perú | 2019 |